# صموئيل بيل (مبشر)
صموئيل بيل (بالإنجليزية: Samuel Bill)‏ هو مبشر نيجيري، ولد في 1864 في بلفاست في المملكة المتحدة، وتوفي في 1942 في Ibeno ‏ في نيجيريا.